# كاختة

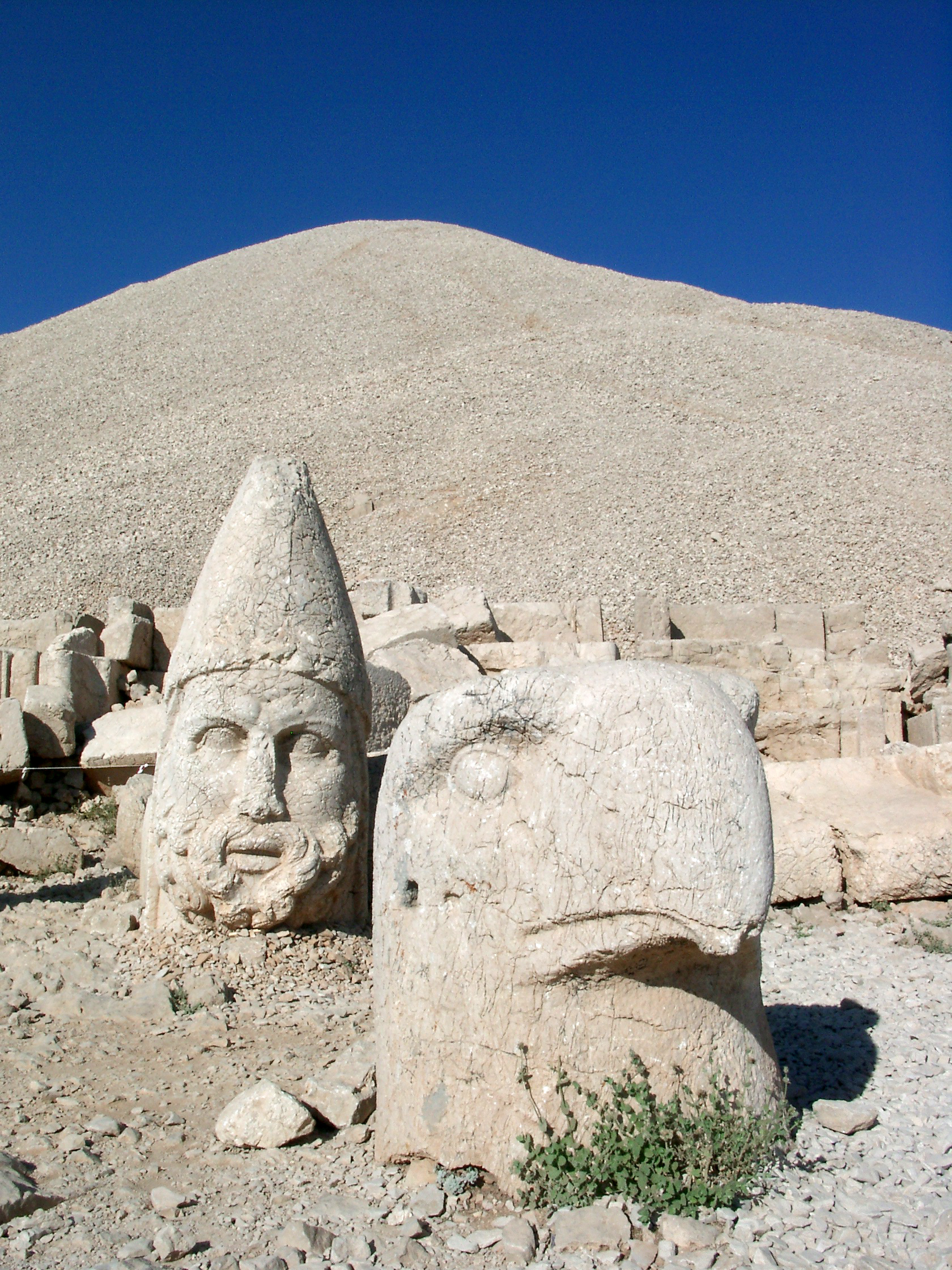
داخل منتزة جبل نمرود

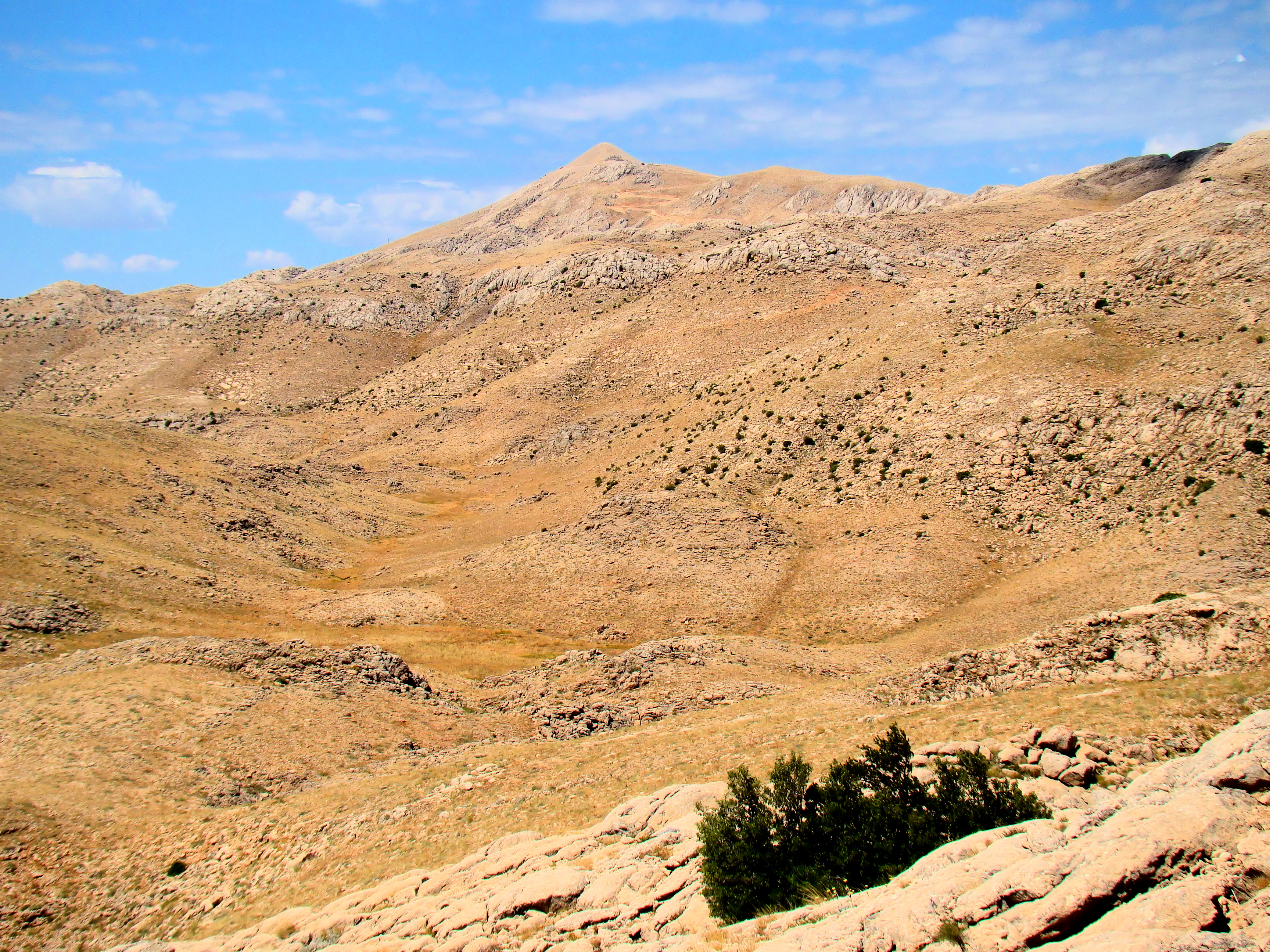
جبل نمرود

كَاخِتَه (بالتركية: Kâhta)، واسمها القديم في الدولة العثمانية: كُولُك، (بالتركية: کاخته، کولک؛ بالكردية: کۆلیک) مدينةٌ تركية ومقر مديرية كاخته في ولاية آديامان في شرق تركيا. بلغ عدد سكانها 86,232 نسمة في عام 2021، وسكانها من قبيلة رشوان الكردية.

## أصل الاسم
على الرغم من عدم وجود الكثير من المعلومات في المصادر حول أصل اسم كاخته، فمن المفهوم في التاريخ أن اسم "كاخته" يعني "سفح الجبل" باللغة الفارسية وكان يستخدمه الفرس الذين سيطروا على المنطقة قبل الكوماجينيين، وأن هذا الاسم نشأ من موقع المستوطنة القديمة.
المركز القديم للمنطقة هو إسكي كاخته ويقع عند سفح جبل نمرود.

## التاريخ
سيطر على المنطقة الأمويون في عام 670م، والبيزنطيون والساسانيون في عام 758م، والحمدانيون في عام 926م، والسلاجقة في عام 1226م، والمماليك والأرتقيون وبنو ذو القدر حتى عام 1284م، وتيمورلنك في عام 1393م ، والدولة العثمانية بعد عام 1516م.
وقد ورد اسم قلعة كاخته مراراً في الحروب بين المماليك والمغول.
كانت كاخته تتبع لقضاء بهسني في ولاية خربوط من عام 1856 إلى 1865 ومن ثم لقضاء معمورة العزيز في ولاية ديار بكر من عام 1869 إلى 1871 ومن ثم لقضاء ملطية من عام 1872 إلى 1923 وظلت تابعة لولاية ملطية مع تأسيس الدولة التركية إلى أن ضُمت إلى ولاية آديامان التي انفصلت عن ولاية ملطية عام 1954.

## مشهورون من كاخته
- أحمد أيطن.